# Theridion pulanense
Theridion pulanense là một loài nhện trong họ Theridiidae.
Loài này thuộc chi Theridion. Theridion pulanense được Hsen Hsu Hu miêu tả năm 2001.